# Trypilla
Trypilla (ukr. Трипілля) – wieś na Ukrainie, w obwodzie donieckim, w rejonie bachmuckim. W 2001 liczyła 194 mieszkańców.